# 부여 규암리 금동관음보살입상
부여 규암리 금동관음보살입상(扶餘 窺岩里 金銅觀音菩薩立像)은 1970년에 충청남도 부여군 규암면 신리에서 발견된되어 국립부여박물관에 소장되어 있는 백제의 불상이다. 1997년 1월 1일 대한민국의 국보 제293호로 지정되었다.
삼면화관(三面花冠)을 쓴 머리와 부드럽고 아름답게 표현된 몸통 부분과 소박하게 표현된 연화대좌(蓮花臺座)는 완벽한 조형미를 보여주며 내려뜬 눈과 입가의 미소는 보살상이 지니는 자비로움을 전신에 넘쳐흐르게 하는 백제 말기의 우수한 불상이다.

## 개요
1970년에 충청남도 부여군 규암면의 절터에 묻혀 있던 무쇠솥에서 다른 하나의 관음보살입상과 함께 발견된 보살상으로 높이는 21.1cm이다.
머리에는 작은 부처가 새겨진 관(冠)을 쓰고 있으며, 크고 둥근 얼굴에는 부드러운 미소를 띠고 있다. 목에는 가느다란 목걸이를 걸치고 있고, 가슴에 대각선으로 둘러진 옷은 2줄의 선으로 표시되었다. 양 어깨에서부터 늘어진 구슬 장식은 허리 부분에서 자그마한 연꽃조각을 중심으로 X자로 교차되고 있다. 치마는 허리에서 한번 접힌 뒤 발등까지 길게 내려와 있는데 양 다리에서 가는 선으로 주름을 표현하고 있다. 오른손은 엄지 손가락과 검지 손가락으로 작은 구슬을 살짝 잡고 있고, 왼손은 아래로 내려져 옷자락을 잡고 있다. 보살이 서 있는 대좌(臺座)는 2중의 둥근 받침에 연꽃무늬가 새겨진 형태로 소박한 느낌을 준다.
얼굴에 나타나는 자연스러운 미소와 비례에 맞는 몸의 형태, 부드럽고 생기있는 조각수법을 통해 7세기 초 백제시대의 불상임을 알 수 있다.

## 갤러리

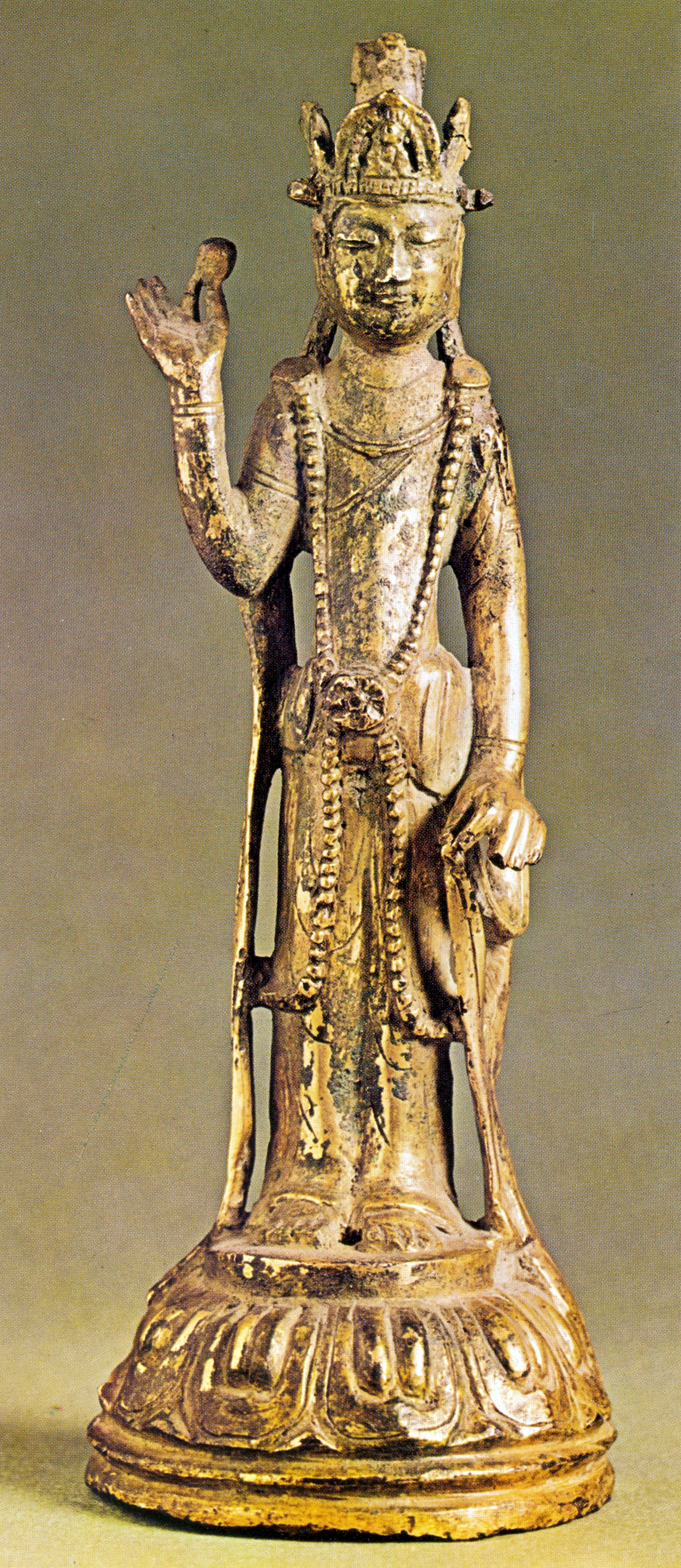

## 같이 보기
- 금동관음보살입상 (국보 제128호)
- 금동관음보살입상 (보물 제927호)

## 참고 자료
- 부여 규암리 금동관음보살입상 - 국가유산청 국가유산포털